# Rick Fisher (tennista)
Rick Fisher (Evanston, 29 marzo 1951) è un ex tennista statunitense.

## Carriera
In carriera ha raggiunto una finale di doppio all'ATP Cleveland nel 1978, in coppia con il connazionale Bruce Manson. Nei tornei del Grande Slam ha ottenuto il suo miglior risultato raggiungendo il quarto turno nel doppio a Wimbledon nel 1963.

## Statistiche

### Doppio

#### Finali perse (1)
| Numero | Anno           | Torneo                   | Superficie | Compagno     | Avversari in finale           | Punteggio |
| 1.     | 20 agosto 1978 | ATP Cleveland, Cleveland | Cemento    | Bruce Manson | Dick Stockton Erik Van Dillen | 1-6, 4-6  |